# Rupes Tenuis
Rupes Tenuis (del latín: acantilado delgado) es el nombre de un escarpe del polo norte marciano. Lleva el nombre de una de las clásicas cacaracterísticas del albedo en Marte. Su nombre fue aprobado oficialmente por la UAI en 1988. Se extiende desde la latitud 74,94° Norte hasta el 82,2° Norte y desde la longitud 242,12° Este hasta el 300,77° Este (59,23° Oeste - 117,88° Oeste). Su centro está ubicado en la latitud 81.6° N con longitud 85.47° O. 

## Ubicación
Rupes Tenuis marca el perímetro exterior de Planum Boreum desde la longitud 242.12° E hasta 300.77° E, y está formado por la extensión oriental del Olympia Cavi, una serie de depresiones y depresiones locales, que se vuelven más largas y profundas a medida que se fusionan para crear el Formación de escarpes Rupes Tenuis. El escarpe se encuentra al oeste del Chasma Boreale, en la base de Planum Boreum, y su altura varía desde unos cientos de metros hasta un máximo de aproximadamente 1000 metros.

## Topografía
Inmediatamente al sur de Rupes Tenuis, aproximadamente en la longitud 285° E, se encuentra Abalos Mensa, una formación convexa de aproximadamente 180 kilómetros de amplitud, con forma de cuña cuando se le ve desde arriba. Después de ello continúa el campo de dunas de Abalos Undae en dirección suroeste luego de que emerge del extremo occidental de un canal estrecho que separa al Rupes Tenuis del Abalos Mensa.
Dos cráteres nombrados se encuentran en el área inmediata de Rupes Tenuis; Crotone, ubicado a 82.2°N, 290.0ºE con un diámetro de 6.4 km, está situado en el canal que separa el escarpe de Abalos Mensa, y Boola, ubicado a 81.1°N, 254.2°E, con un diámetro de 17 km, se encuentra cerca del oeste. límite de la escarpa de Rupes Tenuis. Al oeste de Abalos Mensa, paralela y al sur de la escarpa de Rupes Tenuis, corre una llanura estrecha de baja altitud, llamada Tenuis Mensa, que exhibe una pendiente hacia el sur.

## Características de erosión
El mecanismo de erosión propuesto para la unidad basal polar en general, y Rupes Tenuis en particular, son los vientos catabáticos (del griego: katabasis, "descenso", es decir, vientos fuertes que descienden de Planum Boreum) y la ablación solar. Estos mecanismos también se consideran responsables de la erosión y el retroceso de la escarpa de Rupes Tenuis, así como la existencia de montículos cónicos y promontorios en las inmediaciones de la escarpa y la creación de los canales estrechos que separan al Abalos Mensa de la escarpa. Se teoriza que este proceso de erosión ha existido desde el período amazónico tardío en Marte, y se considera que contribuyó al continuo retroceso de la escarpa polar desde una latitud sur más antigua, tan baja como 74 grados Norte.
Se teoriza además que la unidad estratigráfica de Rupes Tenuis pudo haber sido una paleo-meseta que descendió más al sur que la escarpa actual de Rupes Tenuis. Se considera que las formaciones geológicas en las proximidades de la escarpa, como los montículos, se han formado por mecanismos de erosión más que por actividad volcánica. a actitud horizontal (inclinación) de las capas de la unidad Rupes Tenuis indica además el origen no volcánico de estas formaciones, ya que las capas de origen volcánico no suelen ser horizontales. Las formaciones cercanas, como Abalos Colles, un grupo de cinco montículos de cima plana o cóncava, de menos de 700 m de altura y menos de 1 km de diámetro, se consideran restos de erosión de una unidad estratigráfica que alguna vez fue continua, la unidad Rupes Tenuis.

## Composición molecular
Rupes Tenuis y sus alrededores tienen una composición molecular específica. Una capa de hielo de dióxido de carbono de centímetros a decímetros de espesor cubre por encima del casquete polar de hielo de agua profunda. Durante los meses más cálidos del verano, la mayor parte del hielo de dióxido de carbono se sublima y escapa a la atmósfera, dejando atrás las capas de hielo de agua. El agua es un elemento clave en el estudio de la habitabilidad marciana, por lo que es importante estimar el contenido de los reservorios de agua en las regiones polares. Estudiar el agua congelada y el dióxido de carbono en los casquetes polares también contribuye a comprender el clima actual de Marte y sus diversos ciclos. Además, las mediciones de la atmósfera, obtenidas con instrumentos en el Mars Express, sugieren una abundancia máxima (alrededor de 3 a 4 veces el valor global) de metano cerca del Polo Norte a mediados o finales del verano.

## Imágenes por NASA y ESA

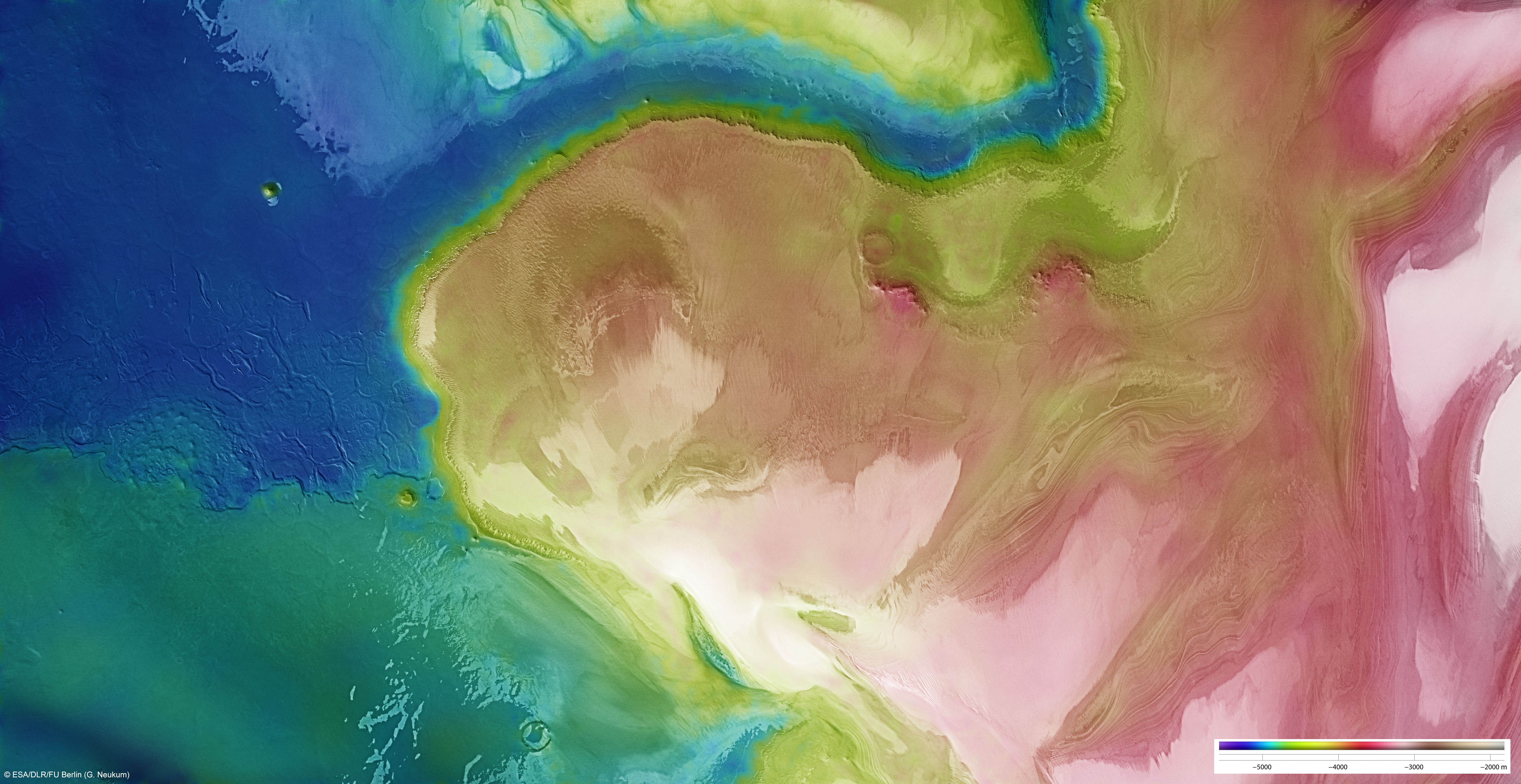
El escarpe Rupes Tenuis con Abalos Mensa en la parte superior de la imagen. La fotografía fue tomada por el orbitador Mars Express de la Agencia Espacial Europea
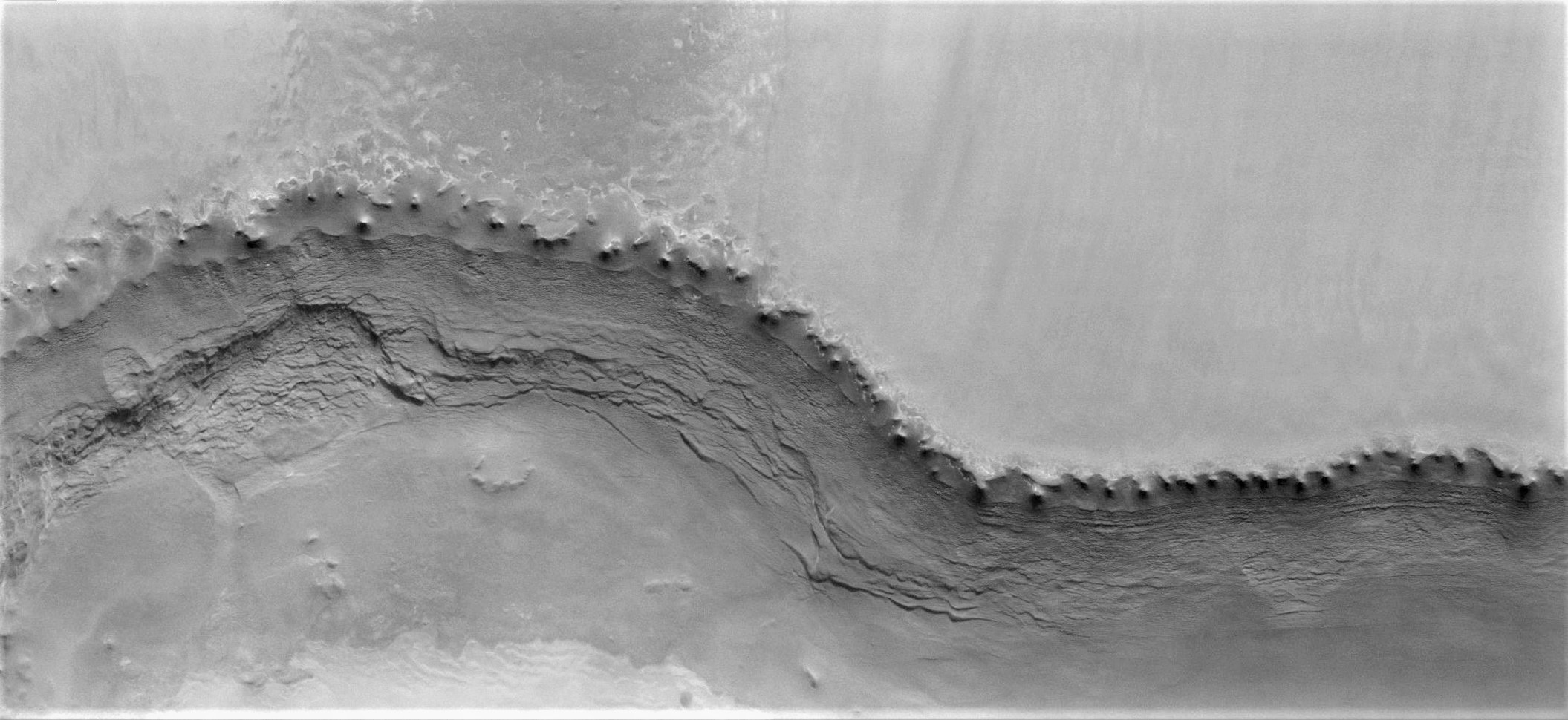
Rupes Tenuis es la tira en el medio de la imagen. El casquete polar está en la parte superior de la imagen.
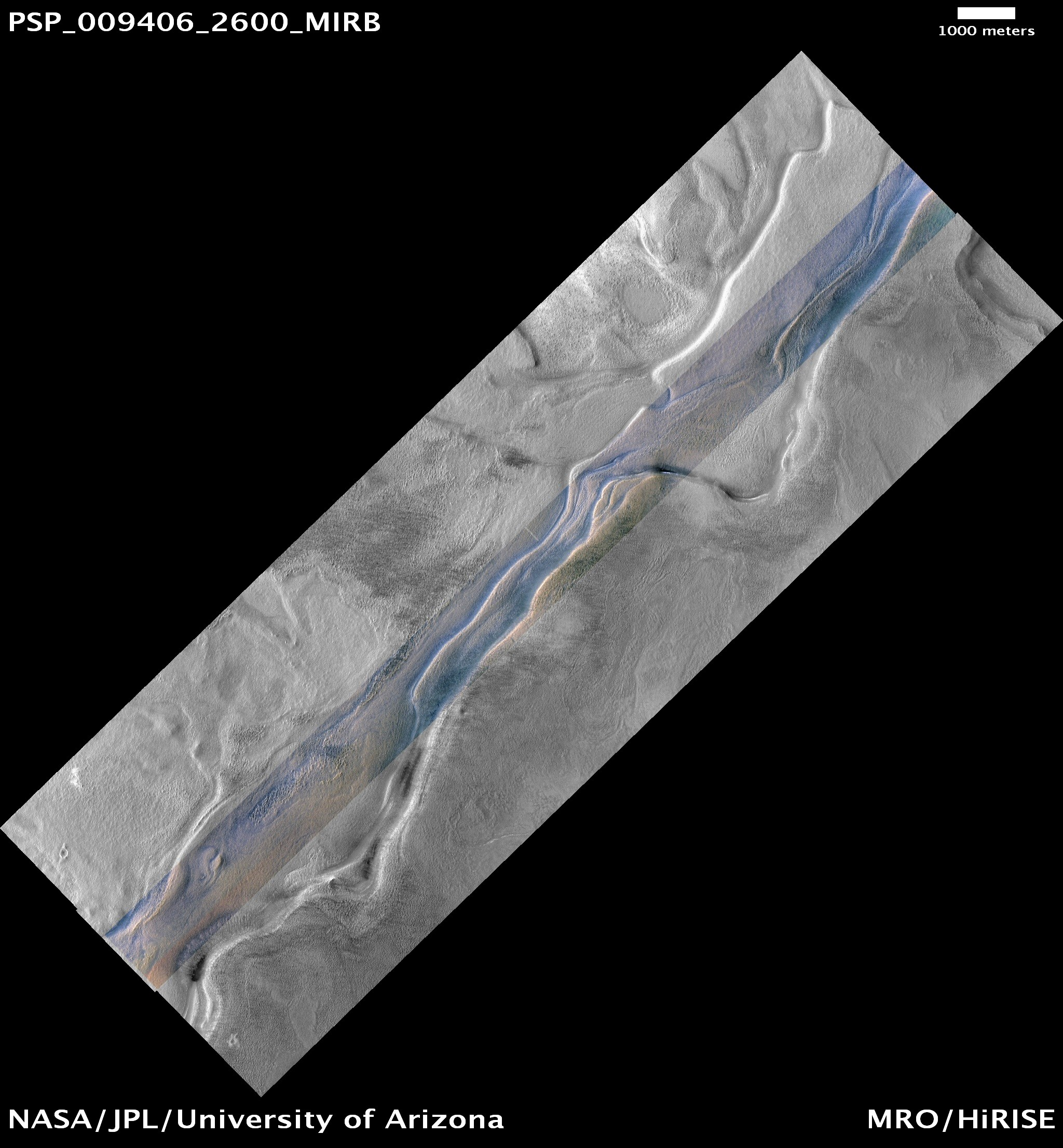
Rupes Tenuis en el extremo sur de Hyperborea Lingula.
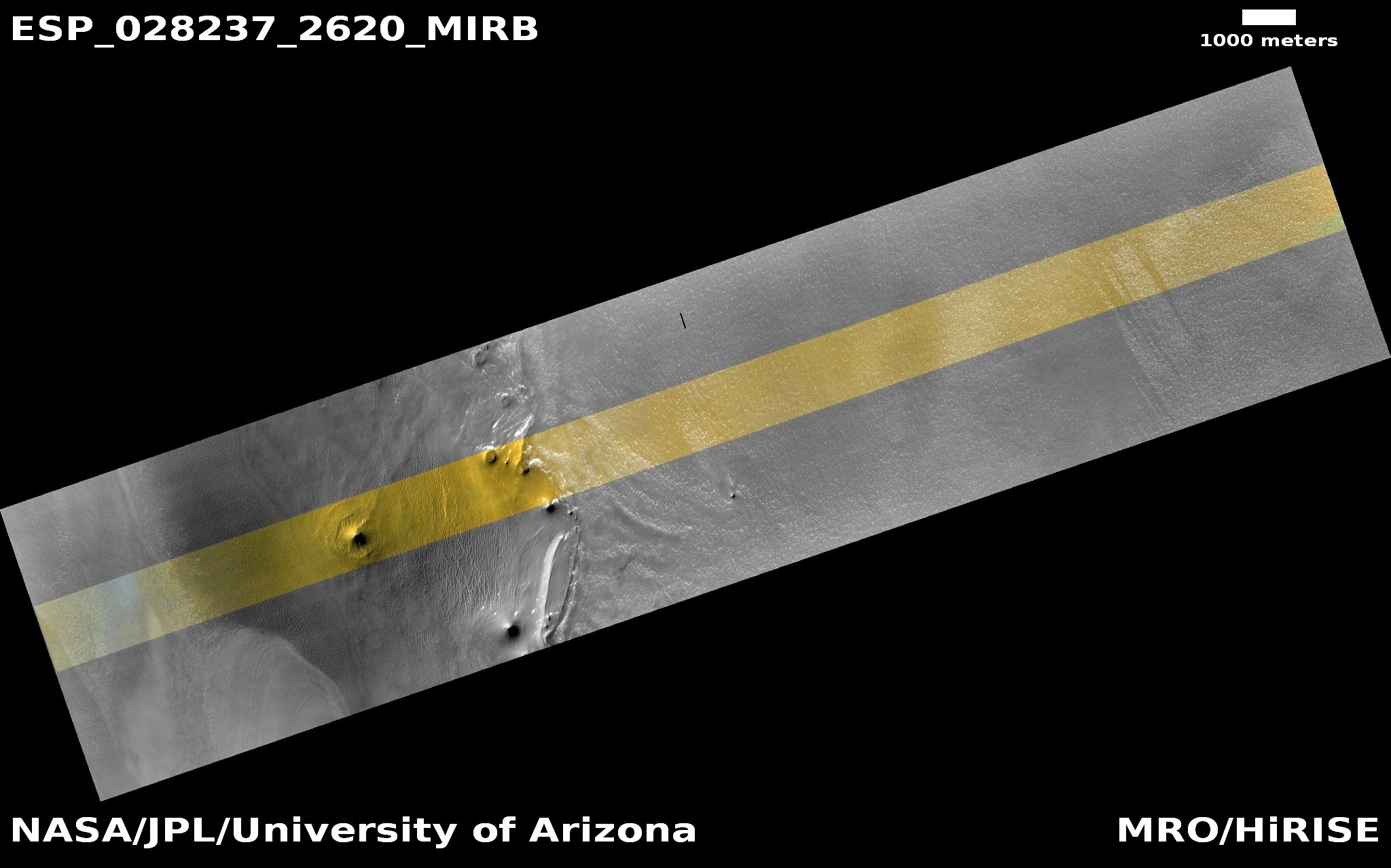
Rupes Tenuis